# Le Départ
Le Départ is een Belgische filmkomedie uit 1967 onder regie van Jerzy Skolimowski. Hij won met deze film de Gouden Beer op het filmfestival van Berlijn.

## Verhaal
Het 19-jarige kappershulpje Marc wil deelnemen aan de autorennen. Alleen heeft hij zelf geen auto. Hij heeft nu amper twee dagen de tijd om er een te vinden.

## Rolverdeling
| Acteur                    | Personage |
| ------------------------- | --------- |
| Jean-Pierre Léaud         | Marc      |
| Catherine-Isabelle Duport | Michèle   |
| Jacqueline Bir            | Vrouw     |
| Paul Roland               | Chef      |